# 聖公會聖三一堂中學
聖公會聖三一堂中學（英語：SKH Holy Trinity Church Secondary School；簡稱「聖三一」或「HTCSS」）為香港政府津貼男女中文中學，由香港聖公會於1978年創辦。學校的辦學宗旨是藉著基督教的辦學理念，教導學生建立正確的人生觀，使學生能自立自愛，愛主愛人。同時也幫助學生自我增值，終身學習；同時培養自律精神，建立嚴謹純樸的校風。

## 學校歷史
1968年，聖公會聖三一堂（現為聖公會聖三一座堂）有見當時學生求學艱難，決定辦學。政府撥出十二號山愛民邨孝民街地段，於1978年奠基施工。距離建校至今已經超過40年，在眾師生的共同努力下，構建成一個「以主為基、以人為本」的關愛校園。

## 學與教
該校重視英語科教育。該校推行多項計劃訓練學生的英語能力，例如每月舉辦大型嘉年華，每次皆設有不同主題，寓學習於娛樂，讓學生感受學英文的樂趣。更曾把學校變身成為機場，讓學生學習相關的英語表達，提升英語能力，同時展開生涯規劃。該校現有外籍英語老師合共四人（較全港公營中學為多），在學校推行各類型英語活動，並重點推行英語戲劇；以及針對學生對英語的心理與語文弱點，提升學生學習英語的興趣及能力，定期舉辦跨科組合作的大型英語活動；鼓勵學生參與活動、比賽，有系統地提供學生學習與成就經驗分享的機會。

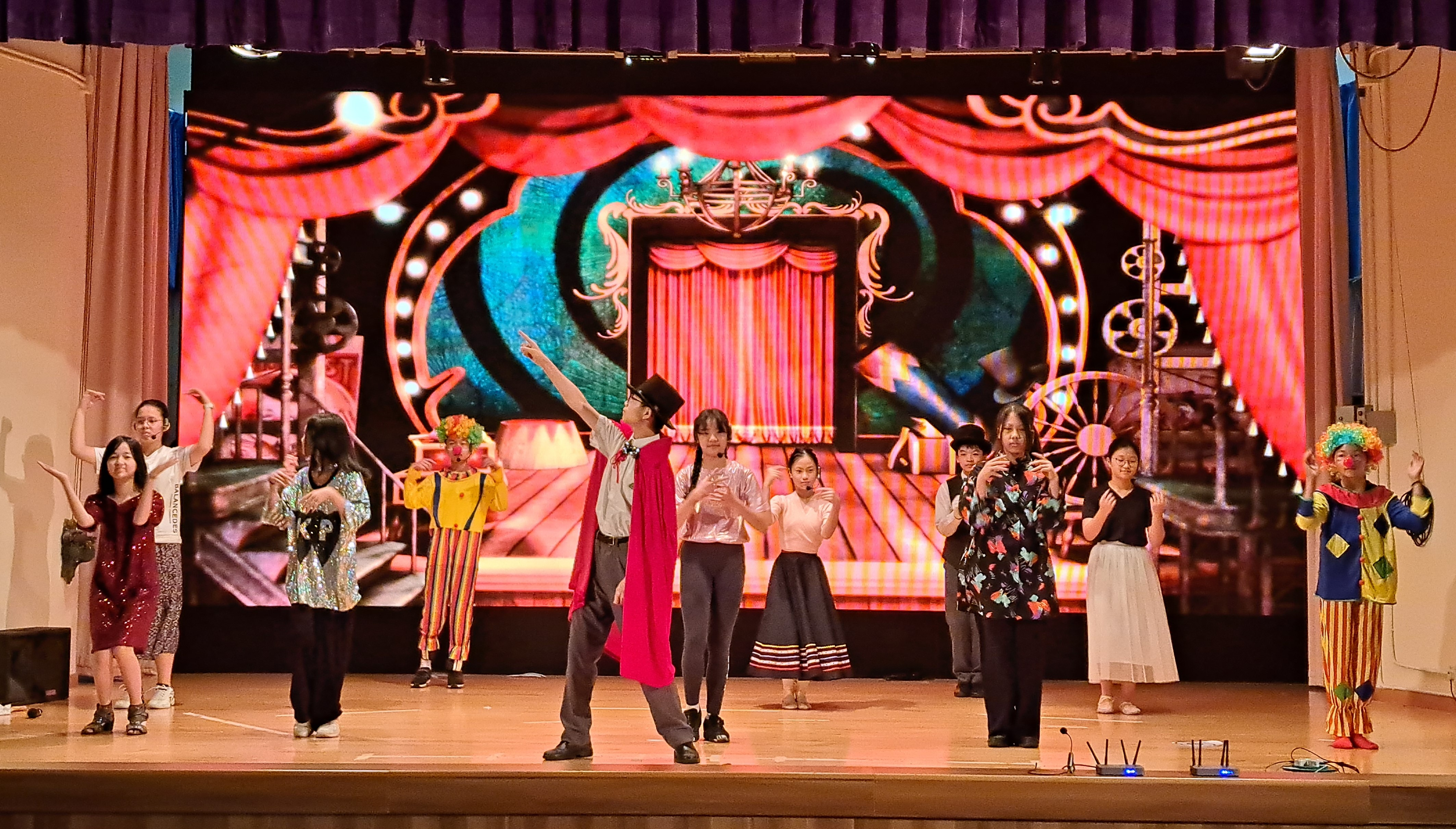
校内英語話劇匯演

另外，該校亦正推行STEM教育，讓學生在科學、科技及數學等範疇建立穩固的知識基礎。生物科師生更因研北極小球藻變種，對研發潔淨的生物能源作出貢獻，獲得「極光盃科研創新金獎」。

該校近年推行「可持續在三一跨學科教育計劃」，在校内建設爬寵和海洋生物生態區，並向公眾展示學習的成果；這個計劃豐富學生對生態系統的知識和提升探究能力，和鼓勵他們深入思考和用多元的方法解決問題。

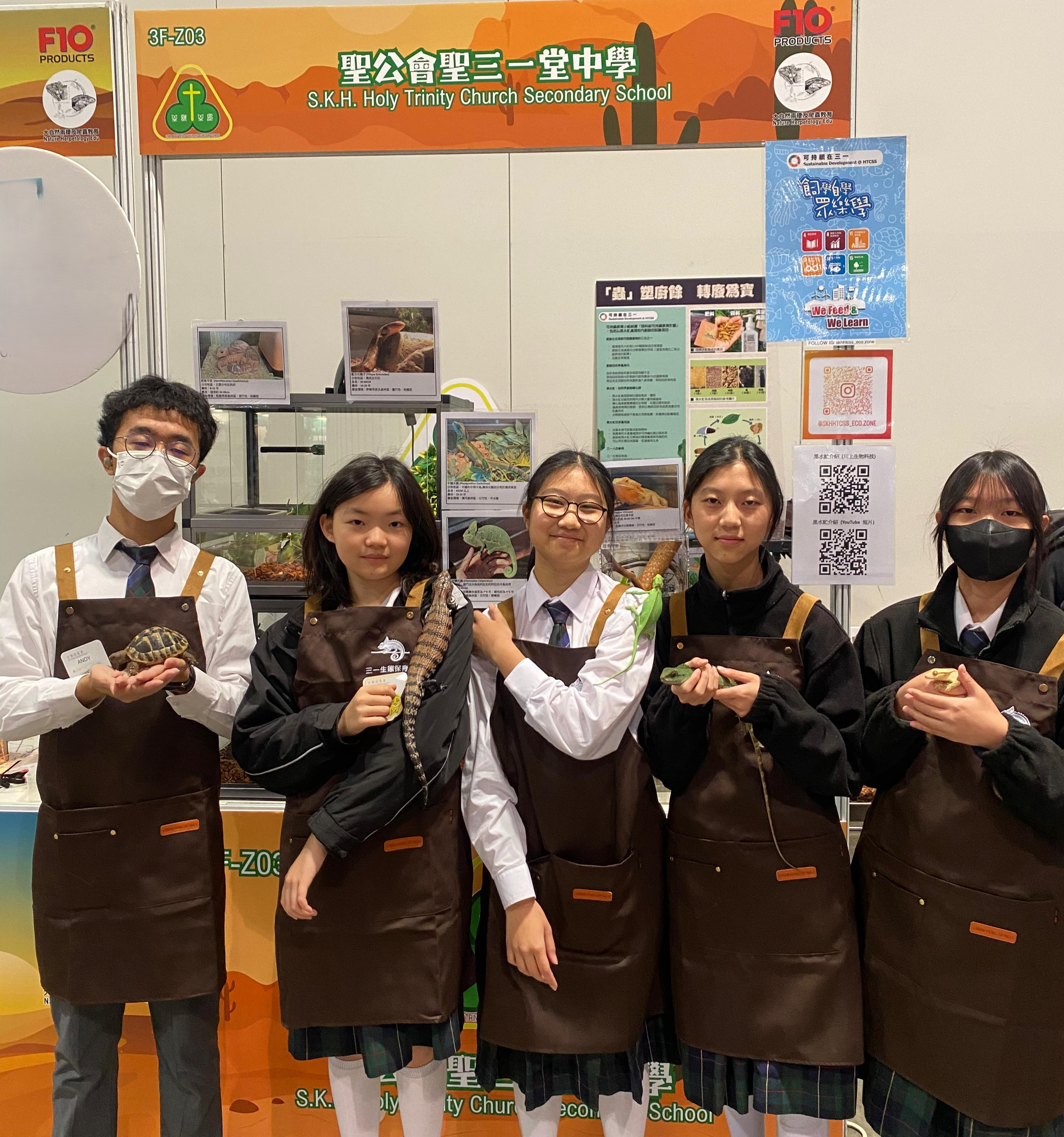
學生於香港寵物節展示學校生態區飼養的爬寵

該校一共有8位中層管理人員（包括副校長、中文科、通識科科主任等）獲得由教育局及香港浸會大學教育學系主辦的中層人員領導培訓課程之「傑出學員獎」。該校中文科教師多次接受傳媒訪問，公開教授學生有關DSE的考試技巧。
該校近年亦推動服務學習，曾與香港理工大學，以及與社區內的幼稚園、長者中心等合作，讓學生通過義工訓練和社區服務，貢獻社區，讓學生具備同理心和關愛精神，實踐聖經中「非以役人、乃役於人」的精神。
該校前教務主任兼數學科主任馮耀祖老師，在司徒華教育基金第四屆好老師表揚計劃中，是五位得獎者的其中一位。

## 校舍及設施
- 校舍佔地約5,500平方米。
- 全校共有兩幢教學樓，設施包括：多媒體學習中心、資訊科技學習中心、教學研習室、電腦化圖書館、英語角、學生活動中心、小聖堂、學生儲物櫃、中央無線廣播系統、內聯網系統；課室、實驗室、地理室、音樂室、視藝室與禮堂都設有電腦、投射屏幕、實物投影機及音像投影機。

## 科目授課語言
- 英語教學：英文、數學、化學 【初中科目】科學
- 中文教學：中文、數學、公民與社會發展、中史、資訊與通訊科技、生物、物理、化學、旅遊與款待、企業、會計與財務概論(會計)、企業、會計與財務概論(商業)、經濟、視覺藝術、倫理與宗教、地理。 【初中科目】普通話、歷史、科學、體育、宗教(基督教)

## 公開考試成績
學校在歷年的香港高級程度會考中，絕大部分科目的合格率皆高於全港日校平均；中國語文及文化科、中國文學科、歷史科和數學統計科的優良率更高於全港平均。
在香港中學文憑考試中，學生在中文科、英文科、數學科、通識科、企業、會計與財務概論、生物，以及數學延伸單元一和科取得5*級成績，而數學延伸單元一，學生取得5級或以上的比率遠較全港平均為高。另外，該校在文憑試的視覺藝術科，學生更榮獲5**級的佳績。
畢業生獲以下大學錄取：

本港大學：香港大學、香港中文大學、香港科技大學、香港理工大學、香港浸會大學、香港城市大學、嶺南大學、香港教育大學 等。

國內大學：四川大學、中山大學、重慶大學、山東大學、暨南大學、南京中醫藥大學等。

台灣大學：國立臺灣師範大學、國立臺灣科技大學、國立政治大學、國立中正大學、國立臺北科技大學、國立中山大學、中原大學、逢甲大學、義守大學、中國文化大學 等。

## 課外活動
學校一共有多種課外活動。學校的女子手球隊、田徑隊和男子足球隊在本港學界廣為人知。

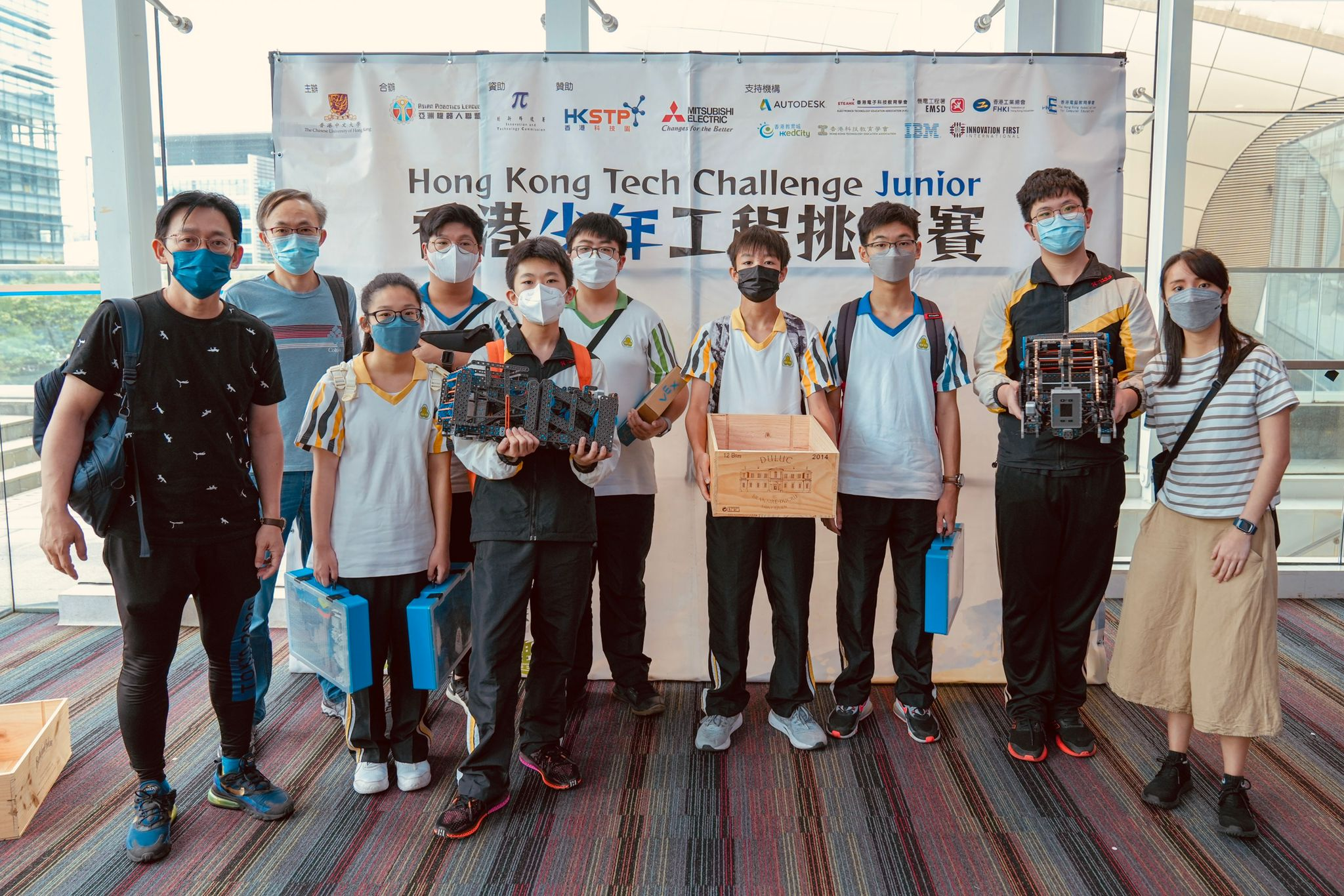
STEM校隊參加香港少年工程挑戰賽

- 女子手球隊：為學界勁旅，曾連續六屆取得學界冠軍、分齡賽冠軍，隊員多次獲選為港隊青年軍遠赴歐洲的捷克及南韓集訓及比賽。
- 男子田徑隊：在學界田徑賽中勇奪團體總冠軍，學生亦在各項田徑比賽中勇奪三甲位置。而在越野方面，曾獲得全港學生男子乙組、丙組冠軍 等。
- 男子足球隊：創造了最短時間由學界第三組別升上第一組別之佳績，每年在各項比賽獲獎無數。
- 男子籃球隊：北區三人籃球賽（青少年組）冠軍。
- 箭隊：該校在近年新設立箭隊，在學界箭藝比賽屢獲殊榮，如：香港學界體育聯會-中銀香港射箭盃 男子組甲組團體冠軍、中銀香港射箭盃亞軍、香港射箭總會第66屆體育節-射箭錦標賽 女子青少年反曲弓新秀組殿軍 以及 香港青少年室内射箭公開賽優異獎 等。另外，隊員亦獲甄選進入香港青年軍。該校為全港少數設有箭隊的中學之一

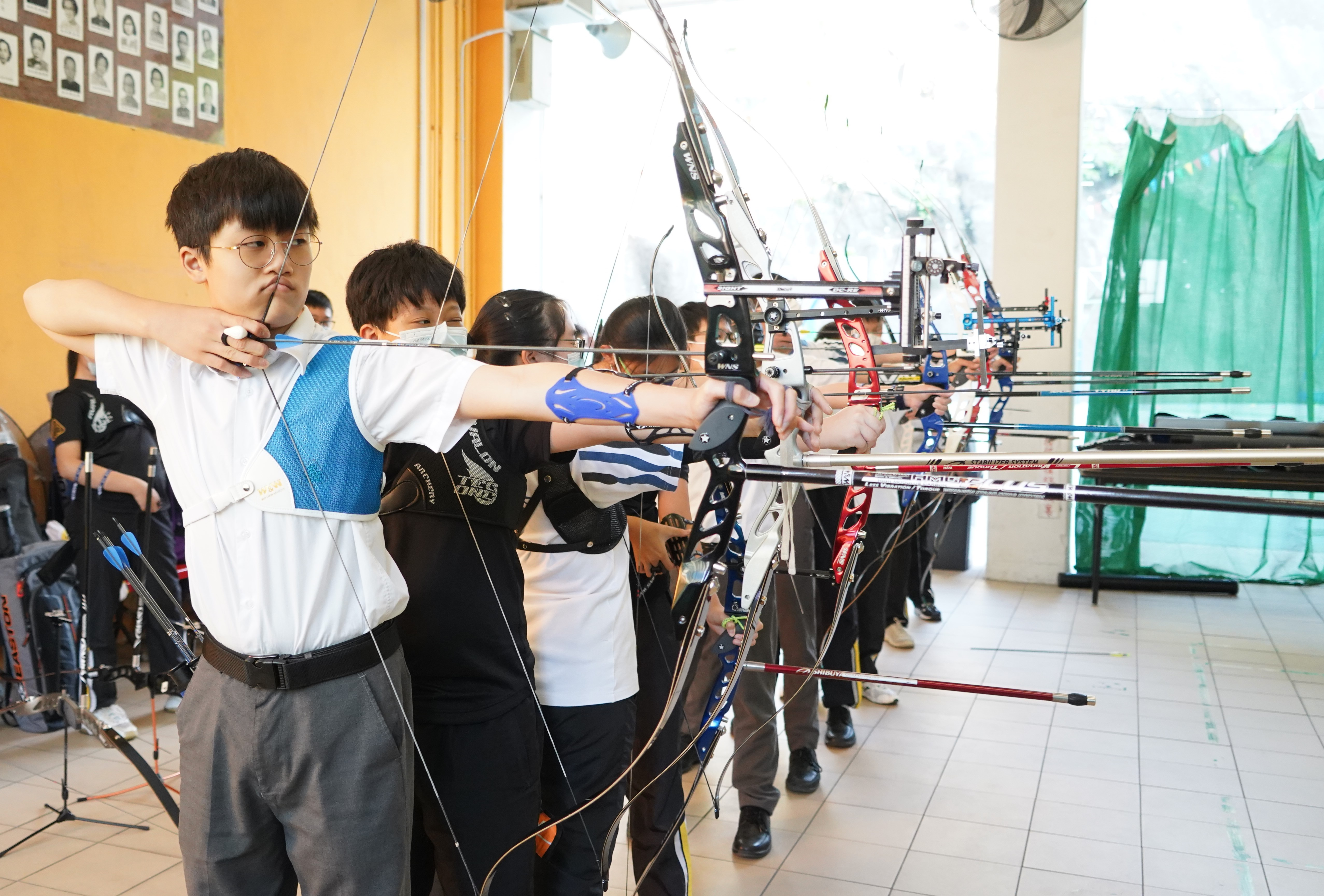
該校為全港少數設有箭隊的中學之一

- 保齡球組、羽毛球組、泳隊、跆拳道組、健身組
- 音樂方面：學校合唱團曾在香港學校音樂節中級組中文歌曲混聲合唱勇奪冠軍。多位學生在第六十四屆香港學校音樂節中取得優良獎狀、在第六十五屆香港學校音樂節中，學生取得1項冠軍、2項亞軍及1項季軍。並設有管樂團、音樂學會、木笛隊、手鐘隊
- 服務團隊方面：學校有童軍、女童軍、義工組、公益少年團、紅十字會青年團及圖書館管理員。
- 本校讓學生擔任學生會、學生長、四社以及學生輔導員之領袖職位，以培養學生的領袖才能。
- STEM校隊：學校大力推動創新科技教育，讓學生通過活動實踐所學，活動内容包括：編程應用、操作無人裝置等。曾獲「RoboMaster機甲大師空地協同對抗賽(香港站)冠軍」、「全國青少年無人機挑戰賽(香港站)」迷宮探索穿越任務賽(挑戰級)亞軍、「RoboMaster機甲大師青少年對抗賽2022 小組賽冠軍」、「全港學界無人機挑戰賽」一級能力認證、「香港少年工程挑戰賽本地賽VEX機械人技能賽」二等獎和三等獎、慶祝國慶機甲大師花車巡遊比賽冠軍及亞軍 等獎項。
- 中文辯論隊：曾獲「扶輪鳴辯盃」亞軍、「學思杯」(中學組)亞軍、「培菁盃」 (中學組) 亞軍、「培菁盃」分組賽金獎 等獎項。
- 其他活動：校園記者、模型學會、遙控模型車學會、創藝學會、舞蹈學會、承文學會（中國文學）、國畫班等。

## 宗教教育
學校宗教教育小組藉著不同的活動，例如崇拜、早會祈禱和分享、學生團契聚會、團契宿營、福音月活動以及佈道會等），協助學生建立正確的人生觀，使學生能自立自愛、愛主愛人。

## 學生成長支援
學校推行各項成長支援活動，具體措施包括：
- 推行資優計劃，支持鼓勵尖子作多方面發展；亦設課後補習班、功課輔導班等，讓學業成績未如理想的學生能達到理想的水平。
- 學生自評計劃、學長支援計劃、領袖訓練計劃、義工組、輔導周、國內外體驗活動（如：美國、愛爾蘭英語遊學團等 ）、性教育話劇表演及講座、環保節能活動、到台灣考察環保實施情況等。輔導周活動--「認識療癒心靈的毛孩」

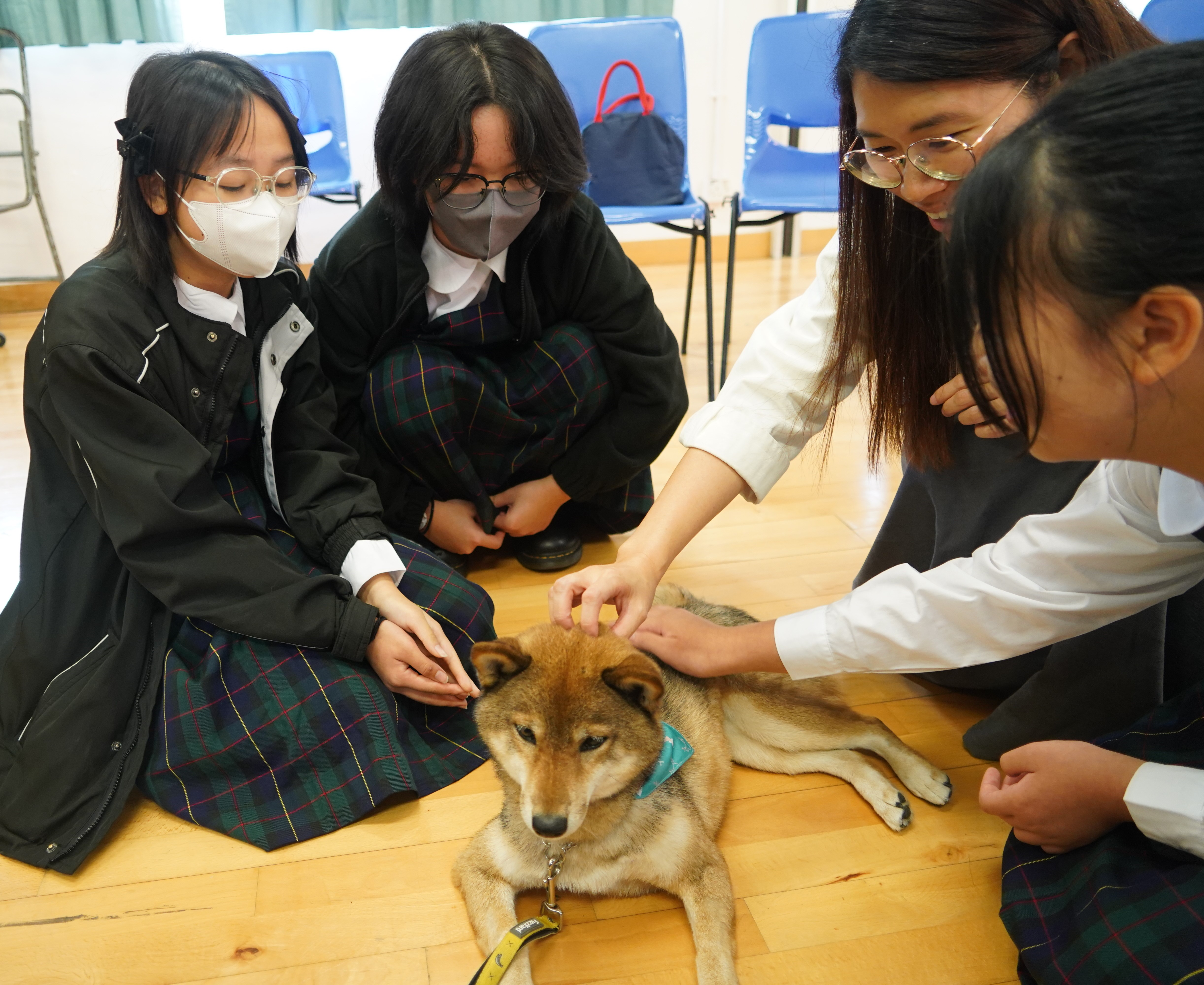
輔導周活動--「認識療癒心靈的毛孩」

- 學校舉辦各項活動以增進同學情誼、訂立人生目標、提高學習動機、明白對父母、對學習要懷有感恩之心。

## 公開獎項
學生獲九龍地域及九龍城區傑出學生獎（其他獲獎學生來自拔萃男書院、迦密中學、喇沙書院和民生書院）

首屆「極光盃」科研創新比賽「科研創新金獎」

政府環境局及機電工程署舉辦之「新能源、新世代」太陽能車比賽 中學組 總冠軍、最佳可再生能源轉換獎、最具能源效益設計獎

中國中學生作文大賽全國一等獎、全國文學之星
中國中學生作文大賽香港賽區初中組金獎

商務印書館第32屆中學生閱讀報告比賽中文廣泛閱讀組（高級組）冠軍、季軍

商務印書館中學生閱讀報告比賽主題閱讀組高級組冠軍、文言文組高級組亞軍

中華文化狀元暨拼音狀元（國際）選拔大賽香港賽區作文冠軍及故事演講季軍

全港中小學英文作文比賽 最具創意作家大獎冠軍

國際旅遊寫作（香港區）比賽冠軍

香港菁英創意寫作挑戰杯中一級亞軍、中二級冠軍、團體大獎（其他獲獎學生來自聖保羅書院、嘉諾撒聖心書院、瑪利諾修院學校(中學部)、聖傑靈女子中學等）

華夏盃全國數學奧林匹克邀請賽二等獎

全國數學奧林匹克總決賽三等獎

港澳數學奧林匹克公開賽「港澳盃」銀獎

連續十一年在「4•23世界閱讀日創作比賽」中取得最高榮譽優勝獎

「香港管理專業協會環球青少年發展學院」主辦之「2021年度青少年微電影營銷比賽銀獎」及「最佳內容營銷大獎」

「香港少年工程挑戰賽本地賽VEX機械人技能賽」二等獎和三等獎。

以及在財務會計員基礎考試卷、香港電腦奧林匹克競賽、趣味科學比賽、倫敦工商會考試局會計證書、國際聯校學科評估及測試ICAS以及各項全港性的學科比賽及朗誦及歌唱比賽中取得各個獎項。

## 歷任校長
創校校長：蘇以韜先生

第二任校長：胡文明先生

第三任校長：李盤勝博士

第四任校長：陳倩君女士

第五任(現任)校長：黃麗珊女士

## 著名校友
商界
- 連舜香：日本命力創辦人兼執行董事（1984年畢業）
- 葉耀昌：前恒生银行商務理財業務處高级副總裁及分區經理
- 施偉斌：英達科技有限公司董事長、華東有色國際礦業發展有限公司董事、南京市政協委員

司法界
- 冼明熹：大律師、珠海學院商學院助理教授
- 馬浩輝：律師

教育及公共事業界
- 沈劍威：香港中文大學體育運動科學系助理教授
- 楊昌良：香港理工大學講座教授
- 黃德輝：香港理工大學教授
- 蘇柱榮：香港太空館助理館長

餐飲業界
- 陳強（陳偉強）：餐飲聯業協會會董、龍圖閣創辦人

演藝、文化和體育界
- 鄧健泓：香港著名男歌手[21]
- 徐天佑（徐文健）：香港著名男歌手，男子組合SHINE成員
- 麥皓兒：香港無綫電視女演員
- 李嘉慧：1995年香港小姐亞軍[21]
- 鍾澍佳：香港著名電視、電影製作人
- 呂頌賢：香港男演員（中一及中二）
- 吳綺珊：香港女演員
- 甄采浠：香港女藝人
- 卓金樂：香港男藝人及歌手，樂隊Rover成員
- 黃伊汶：前香港女藝人[21]